# Heliophanus insperatus
Heliophanus insperatus är en spindelart som beskrevs av Wesolowska 1986. Heliophanus insperatus ingår i släktet Heliophanus och familjen hoppspindlar. Inga underarter finns listade i Catalogue of Life.